# 索爾斯頓鎮區 (北卡羅萊納州韋恩縣)
索爾斯頓鎮區（英語：Saulston Township）是位於美國北卡羅萊納州韋恩縣的一個鎮區。

## 地方資料
索爾斯頓鎮區的面積為89.09平方千米，皆為陸地。根據2020年美國人口普查的數據，當地共有人口6816人，而人口密度為每平方千米76.51人。